# لغات القبائل الواردة في القرآن (كتاب)
كتاب لغات القبائل الواردة في القرآن، مؤلفه: هو أبو عبيد القاسم بن سلام، طلب أبو عبيد العلم، وسمع الحديث، ودرس الأدب، ونظر في الفقه، أقام ببغداد مدة، ثم ولي القضاء بطرسوس، وخرج بعد ذلك إلى مكة، فسكنها حتى مات بها من كتبه: غريب الحديث، كتاب الأموال، والأمثال، توفي سنة 224هـ.
قال عنه الخطيب البغدادي: «كان أحد الأئمة في الدين وعلما من أعلام المسلمين».، وقال عنه الذهبي: «من علماء بغداد المحدثين النحويين على مذهب الكوفيين، ورواة اللغة والغريب، عن البصريين، والكوفيين، والعلماء بالقراءات، ومن جمع صنوفا من العلم، وصنف الكتب في كل فن من العلوم والآداب فأكثر».
والكتاب يتكلم عن اللغات الواردة في كلمات القرآن الكريم، ويعد من أقدم الكتب المؤلفة في هذا الباب مع كتاب لغات القرآن للفراء، والمؤلف يذكر السورة ثم يذكر كلمة كلمة فيها مما كانت من لغة قبيلة مشهورة، فيذكر معناها، ويقول مثلا: «(رجزا) يعني العذاب بلغة طيء، (بغيا) حسدا بلغة تميم». [لغات القبائل الواردة في القرآن الكريم (ص: 3، بترقيم الشاملة آليا]، واستمر كذلك حتى نهاية القرآن حيث ختم الكتاب بسورة العاديات.
|}

## عنوان الكتاب
لغات القبائل الواردة في القرآن الكريم

## مؤلف الكتاب
هو أبو عبيد القاسم بن سلام، طلب أبو عبيد العلم، وسمع الحديث، ودرس الأدب، ونظر في الفقه، أقام ببغداد مدة، ثم ولي القضاء بطرسوس، وخرج بعد ذلك إلى مكة، فسكنها حتى مات بها من كتبه: غريب الحديث، كتاب الأموال، والأمثال، توفي سنة 224هـ.

## نبذة عن الكتاب
الكتاب يتكلم عن اللغات الواردة في كلمات القرآن الكريم، ويعد من أقدم الكتب المؤلفة في هذا الباب مع كتاب لغات القرآن للفراء، والمؤلف يذكر السورة ثم يذكر كلمة كلمة فيها مما كانت من لغة قبيلة مشهورة، فيذكر معناها، ويقول مثلا: «(رجزا) يعني العذاب بلغة طيء، (بغيا) حسدا بلغة تميم»، واستمر كذلك حتى نهاية القرآن حيث ختم الكتاب بسورة العاديات.

## موضوعات الكتاب
الكتاب قدم له المؤلف بمقدمة، ثم بدأ يذكر سور القرآن الكريم، وقد ذكر كل السور إلا السور الآتية: العنكبوت، والروم، وغافر، وفصلت والشورى والزخرف والدخان والجاثية والأحقاف، والفتح والحجرات، والممتحنة، والطلاق، والإنسان، والانفطار، والانشقاق، والأعلى، ومن الضحى إلى القدر، والزلزلة، ومن القارعة إلى الناس.

## منهج المؤلف في الكتاب
يبدأ السورة مباشرة بذكر الكلمة التي وردت فيها لغات مختلفة.

## ميزات الكتاب
1/ من أقدم الكتب التي اهتمت بلغات العرب في كلمات القرآن.
2/ من المصادر المهمة لمعرفة لغات العرب واختلافهم في نطق الكلمات.
3/ الاختصار، فإنه يذكر الكلمة ومعناها أو كتبت بلغة أي قبيلة، ولا يزيد على ذلك شيئا.

## طبعات وتحقيقات الكتاب
1/ طبعة مكتبة المعارف، بإخراج: خالد أبو الجود.
2/ طبعة جامعة الكويت، بشرح وتعليق: د. عبد الحميد السيد.

## أهمية الموضوع
يعد من أقدم الكتب المؤلفة في هذا الباب مع كتاب لغات القرآن للفراء، من المصادر المهمة لمعرفة لغات العرب واختلافهم في نطق الكلمات، فالتأليف في هذا الباب قليل، وهذا من أقدم ما ألف فيه، وكلما كان الكتاب أقدم كان أفضل لقربه من اللغة الأصيلة.